# Litanei für die Verstorbenen
Die Litanei für die Verstorbenen ist eine Litanei der katholischen Kirche.
Sie wird bei Katholiken in den Tagen zwischen Tod und Begräbnis gebetet. Die Gemeinde versammelt sich in der Kirche oder auf dem Friedhof im Totenhaus. Auch während der Totenwache oder nach dem Rosenkranz wird die Litanei für die Verstorbenen gebetet. Sie ist wie alle Litaneien der römisch-katholischen Kirche ein gemeinschaftliches Bitten und Flehen im Wechselgesang zwischen Vorbeter oder Vorsänger und der Gemeinde.

## Der Ablauf des Gebetes

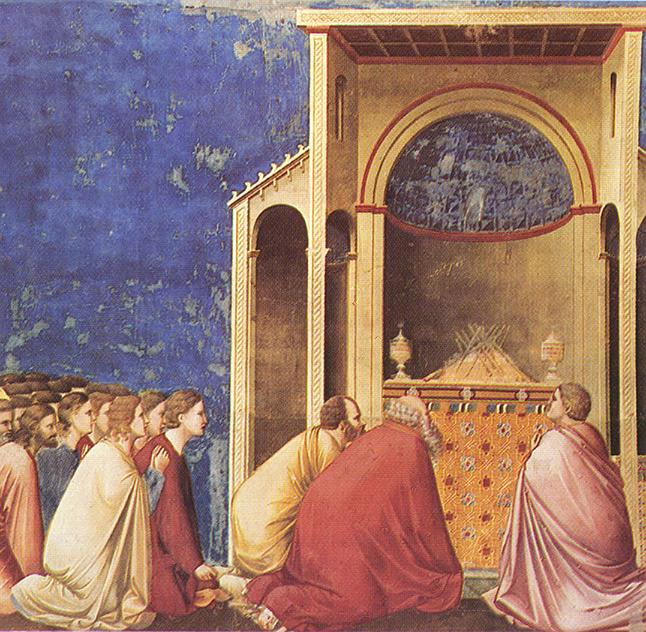
Beter, Giotto di Bondone

| Vorbeter                    | Alle (Gemeinde)         |
| --------------------------- | ----------------------- |
| Herr, erbarme dich.         | Herr, erbarme dich.     |
| Christus, erbarme dich.     | Christus, erbarme dich. |
| Herr, erbarme dich.         | Herr, erbarme dich.     |
| Christus, höre uns.         | Christus, erhöre uns.   |
| Gott Vater im Himmel.       | erbarme dich unser.     |
| Gott Sohn, Erlöser der Welt | erbarme dich unser.     |
| Gott Heiliger Geist,        | erbarme dich unser.     |
| Heiliger dreifaltiger Gott  | erbarme dich unser.     |

### Anrufung Mariens und der Heiligen

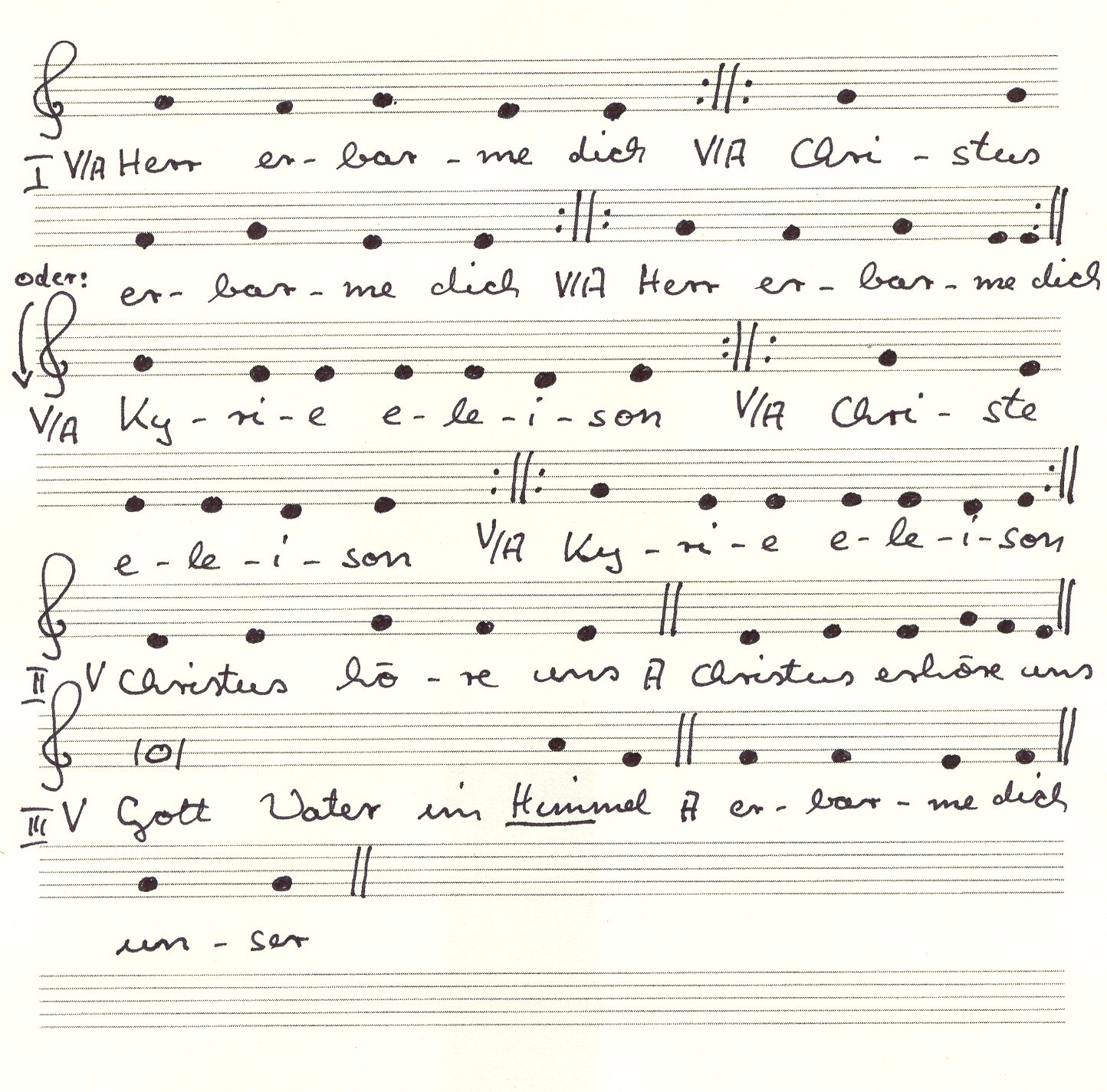
Einleitung (Melodie)

| Vorbeter                                       | Alle (Gemeinde)       |
| ---------------------------------------------- | --------------------- |
| Heilige Maria, aufgenommen in den Himmel,      | bitte für sie (ihn).  |
| Du unsere Mutter,                              | bitte für sie (ihn).  |
| Du Zuflucht der Sünder,                        | bitte für sie (ihn).  |
| Heiliger Josef,                                | bitte für sie (ihn).  |
| Heiliger Michael,                              | bitte für sie (ihn).  |
| Heilige(r) N. (Namenspatron des Verstorbenen), | bitte für sie (ihn).  |
| Ihr Heiligen unseres Landes,                   | bittet für sie (ihn). |
| Alle Heiligen Gottes,                          | bittet für sie (ihn). |

| Vorbeter                           | Alle (Gemeinde)                                                    |
| ---------------------------------- | ------------------------------------------------------------------ |
| Deinen Tod, o Herr, verkünden wir, | und deine Auferstehung preisen wir, bis du kommst in Herrlichkeit. |

### Anrufung Jesu
| Vorbeter                               | Alle (Gemeinde)             |
| -------------------------------------- | --------------------------- |
| Jesus am Kreuz gestorben,              | erbarme dich ihrer (seiner) |
| Hinabgestiegen zu den Toten,           | erbarme dich ihrer (seiner) |
| Auferstanden in Herrlichkeit,          | erbarme dich ihrer (seiner) |
| Du Kraft für die Sterbenden,           | erbarme dich ihrer (seiner) |
| Du Tür zum Leben und einzige Hoffnung, | erbarme dich ihrer (seiner) |

### Bitte für die Toten

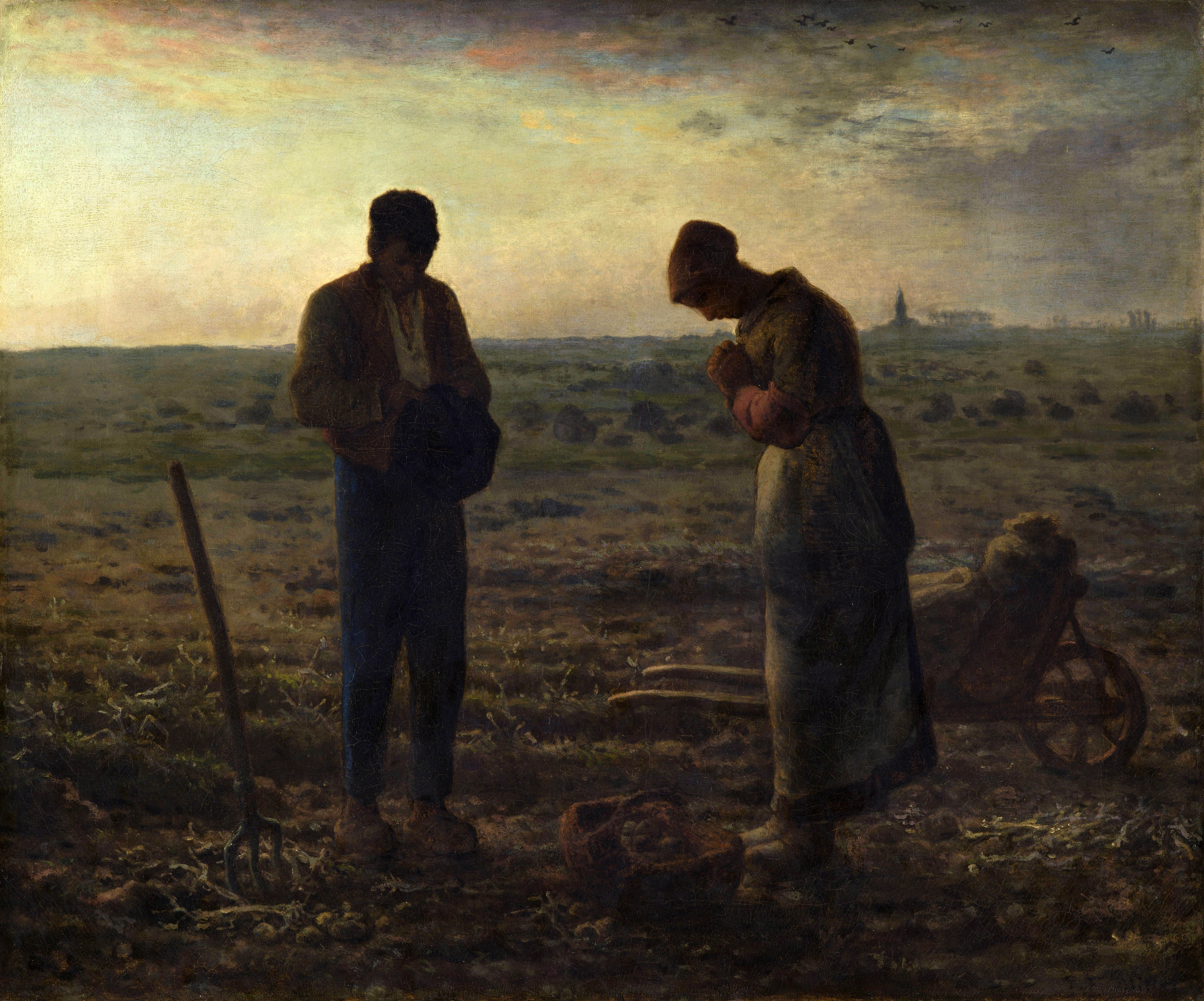
Abendgebet Jean-François Millet

| Vorbeter                          | Alle (Gemeinde)            |
| --------------------------------- | -------------------------- |
| Wir bitten dich für unsere Toten: | gib ihnen die ewige Freude |
| Reinige sie von ihrer Schuld,     | gib ihnen die ewige Freude |
| Ergänze, was ihrem Leben fehlt,   | gib ihnen die ewige Freude |
| Vollende sie im Reich des Vaters, | gib ihnen die ewige Freude |

| Vorbeter                           | Alle (Gemeinde)                                                    |
| ---------------------------------- | ------------------------------------------------------------------ |
| Deinen Tod, o Herr, verkünden wir, | und deine Auferstehung preisen wir, bis du kommst in Herrlichkeit. |

| Vorbeter                                    | Alle (Gemeinde)           |
| ------------------------------------------- | ------------------------- |
| Jesus sei uns gnädig,                       | Herr und Gott befreie uns |
| Sei uns barmherzig,                         | Herr und Gott befreie uns |
| Von allem Bösen,                            | Herr und Gott befreie uns |
| Von aller Sünde,                            | Herr und Gott befreie uns |
| Von Hass und Feindschaft,                   | Herr und Gott befreie uns |
| Von der Angst vor dem Tod,                  | Herr und Gott befreie uns |
| Von der Angst vor dem Leben,                | Herr und Gott befreie uns |
| Durch dein Kreuz und Leiden,                | Herr und Gott befreie uns |
| Durch die Hingabe deines Lebens,            | Herr und Gott befreie uns |
| Durch dein Blut, das für uns vergossen ist, | Herr und Gott befreie uns |
| Durch deine Auferstehung zu neuem Leben,    | Herr und Gott befreie uns |
| Durch dein Kommen, das wir erwarten,        | Herr und Gott befreie uns |

| Vorbeter                          | Alle (Gemeinde)                                                    |
| --------------------------------- | ------------------------------------------------------------------ |
| Deinen Tod, o Herr, verkünden wir | und deine Auferstehung preisen wir, bis du kommst in Herrlichkeit. |

### Wir armen Sünder

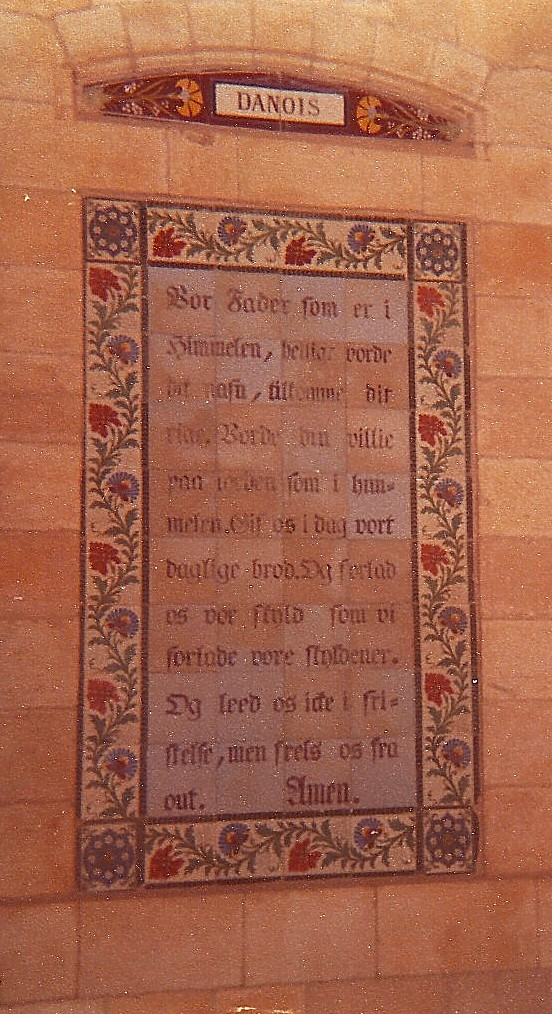
Vater Unser

| Vorbeter                         | Alle (Gemeinde)             |
| -------------------------------- | --------------------------- |
| Dass wir unsere Sünden bereuen,  | wir bitten dich, erhöre uns |
| Dass wir einander verzeihen,     | wir bitten dich, erhöre uns |
| Dass wir an dich glauben,        | wir bitten dich, erhöre uns |
| Dass wir auf dich hoffen,        | wir bitten dich, erhöre uns |
| Dass wir dich lieben,            | wir bitten dich, erhöre uns |
| Dass wir in dir leben,           | wir bitten dich, erhöre uns |
| Dass unsere Toten bei dir leben, | wir bitten dich, erhöre uns |

### Vater unser
| Vorbeter                                        | Alle (Gemeinde) |
| ----------------------------------------------- | --------------- |
| Lasset uns beten, wie der Herr uns gelehrt hat: | Vater unser...  |